# 渋谷La.mama
渋谷La.mama（しぶやラママ）は、東京都渋谷区道玄坂に位置するライブハウス。

## 概要
扇形で、中央に大黒柱があるフロアが特徴。
主にロックを中心とした音楽ライブを開催するが、1986年1月24日には渡辺正行主催のお笑いライブ「ラ・ママ新人コント大会」がスタートしており、現在も毎月最終金曜に行われている。
元は「ショーボート」の名称で、プロミュージシャン専用のライブハウスであり、格式の高い店を目指していた。
1982年、「La.mama」と店名を変更、アマチュアアーティストも出演できるようコンセプトも改めてオープンした。
「La.mama」の名は、オフ・ブロードウェイを推進したアメリカの女性ファッションデザイナー、舞台演出家であるエレン・スチュワート（1919年11月7日 - 2011年1月13日）が1961年、ニューヨーク・イースト・ヴィレッジに創設した劇場「ラ・ママ実験劇場 (La MaMa Experimental Theatre Club)」（当初の名称は「カフェ・ラ・ママ (Café La MaMa)」）に由来する。
以降、1980年代からJUN SKY WALKER(S)、THE YELLOW MONKEY、Mr.Childrenなど、後に日本を代表するアーティストが多数出演してきた。
1989年 - 1990年に放送されたTBSテレビ『三宅裕司のいかすバンド天国』でブレイクしたバンドがLa.mamaの名を口にしたため、知名度を高めた。
音楽レーベル「ENGINE」、「Theater Records」を持つ。無料のファンクラブ「F&F's」が存在する。
以前店長を務めていた大森常正は、La.mamaを拠点にライブ活動をしていたTHE YELLOW MONKEYがメジャーデビューする際の所属事務所として、1991年12月24日に有限会社ボウィンマンミュージック（のち、株式会社ボウィンマン・アーティスツ→株式会社BAJ）を設立し社長に就任している。
2007年からの店長は、河野太輔。